# فالونيا
وَلُونِية أو وَلُونِيا أو فَلونِية أو فَلُونِيا أو (نقحرة: وَلُونيا أو فالونيا) (الفرنسية: Wallonie، الألمانية: Wallonien، الهولندية: Wallonië) هو إقليم من بين الأقاليم اللتي يسود فيها استخدام اللغة الفرنسية من ضمن الأقاليم الثلاث المكوّنة لبلجيكا (الإقليم الفلامندي، إقليم بروكسل العاصمة). تحتل ما نسبته 55% من مساحة بلجيكا والمرتبة الثالثة من حيث عدد السكان.الإقليم ينتمي إلى المنظمة الدولية للفرنكوفونية منذ عام 1980.
خلال الثورة الصناعية، كانت وَلُونِية في المرتبة الثانية في الصناعة بعد المملكة المتحدة، مستفيدة من كمية الفحم والحديد المتوافرة في أراضيها؛ مما أدى إلى ثراءها، فمن بدايات القرن التاسع عشر إلى منتصف القرن العشرين كانت وَلُونِية النصف المزدهر من بلجيكا.تضاءلت أهمية الصناعة بسبب الحرب العالمية الثانية، مما أدى إلى تدهور اقتصاد وَلُونِية وتقدم الإقليم الفلامندي عليها في الثراء. تعاني وَلُونِية الآن من ارتفاع معدل البطالة وانخفاض الناتج الإجمالي المحلي بالمقارنة مع الإقليم الفلامندي.
عاصمتها نامور لكن المدينة الأكبر هي شارلوروا. أغلب مدن وَلُونِية (ثلثي مساحتها) تقع في وادي يسمى وادي الصناعة، وهو المنطقة الصناعية الأساسية في بلجيكا. تقع غابات أردين في جنوب شرق وَلُونِية، ويحدها من الشمال الإقليم الفلامندي وهولندا، فرنسا من الغرب والجنوب، وألمانيا ولُكسُمبُرغ في الشرق.

## أصل التسمية
يختلف معنى كلمة وَلُونِية باختلاف سياق الجملة. لا زالت تسمى «وَلُون» بالنسبة للدستور ولكن أعادت حكومة الإقليم تسميتها بوَلُونِية. أتى المصطلح إلى الواقع في الأول من نيسان عام 2010, فتشير كلمة وَلُونِية في بعض الأحيان إلى الأراضي التي تسيطر عليها حكومة إقليم وَلُون، بينما يشير مصطلح «إقليم وَلُون» بصفة خاصة إلى حكومة الإقليم. في الحقيقة، الاختلاف بين المصطلحين صغير جداً ويختلف حسب السياق.
يعود جذر كلمة وَلُونِية إلى الكلمة الألمانية "Walha", التي تعني الغرباء. سميت وَلُونِية نسبة إلى الوَلُون الذين سكنوا الأراضي المنخفضة البورغندية والذين تكلموا لغة رومانسية.

## التاريخ
احتل يوليوس قيصر بلاد الغال عام 57 قبل الميلاد، وأصبحت خلالها الأراضي المنخفضة جزءاً من مقاطعة بلجيكا الغالية التي امتدت من جنوب غرب ألمانيا إلى نورماندي وجنوب هولندا. كان سكان المنطقة من الكلت مع القليل من الأثر الألماني الذي ينتشر بشكل أكبر في في الشمال أكثر من جنوب المحافظة. أصبحت محافظة بلجيكا الغالية رومانية بشكل تدريجي، وأصبح سكان بلجيكا الغالية رومان وغاليون وكانوا يكنون ب"Walha" من قبل جيرانهم الألمان. تركت «ولها» اللهجات الكلتية وبدأت بالتحدث باللاتنينة السوقية.

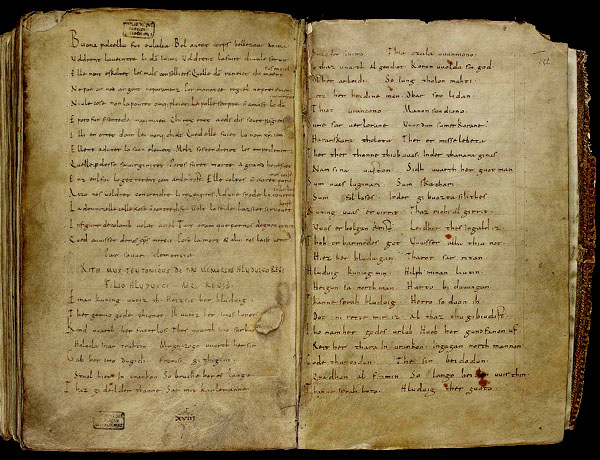
كتاب القديسة أولاليا.

بدأ الميروفنجيون الفرنجة بالسيطرة على المنطقة بشكل تدريجي خلال القرن الخامس تحت حكم كلوفيس الأول. بسبب تفكك الامبراطورية الرومانية فإن اللاتينية السوقية بدأت بالتطور وتداخلت مع العديد من اللغات مثل اللغات الفرنسية القديمة، ومن ما كان موجوداً في وَلُونِية من لغات مثل بيكارد ووَلُون واللورين. أقدم نص مكتوب باللغات الفرنسية القديمة هو نص سلسلة القديسة أولاليا «الفرنسية: (Séquence de sainte Eulalie)», وكان لديه خصائص لغوية تتشابه مع اللغات الثلاث القديمة، وقد كتب في منطقة في أو بالقرب من ما يسمى الآن بوَلُونِية حوالي العام 880 ميلادي. أنشئ الفرنجة عدداً من المستوطنات خلال القرن الرابع وحتى القرن السابع، وكان أغلبها يقع في شمال مقاطعة بلجيكا الغالية حيث كانت الرومانية اقل تقدماً وكانت الألمانية لا زال لها أثر.
بدأت حدود اللغات بالظهور خلال خلال عام 700 تحت حكم الميروفنجيون والكارولنجيون وحوالي عام 1000 خلال عودة البيزنطية. ظهرت المدن الناطقة بالفرنسية مثل لييج التي كانت أكبر مدينة أنذاك قد ظهرت على ضفاف نهر الميز وأصبحت بعض المدن الغالية الرومانية مثل تونجرين وماستريخت وآخن ألمانية.
خلع الكارولنجيون الميروفنجيون عن الحكم في القرن الثامن. في عام 843, نصت معاهدة فيردان على أن تكون المنطقة المسماة الآن بوَلُونِية إلى فرانسيا الوسطى، والتي أعطيت بعدها إلى لوثارينجيا. خلا تفكك لوثارينجيا، أصبحت المنطقة المعروفة الآن بوَلُونِية جزءاً من لورين المنخفضة، والتي انقسمت إلى عدد من المحافظات والدوقيات في العام 1190. الأدب اللاتيني الذي كان يدرس في المدارس فقد أهميته خلال القرن الثالث عشر واستبدل بالفرنسية القديمة.
في القرن الخامس عشر، سيطر عدد من حملة لقب دوق بورغندي على البلدان المنخفضة. أدت وفاة شارل الجريء عام 1477 إلى إعادة فتح قضية الحكم والخلافة، فاستغلت أسقفية أمير لياج الموقف لإعادة الحكم الذاتي الخاص بهم.خلال القرن السادس عشر حتى القرن الثامن عشر، أصبحت البلدان المنخفضة ضمن حكم الهابسبورغ الإسبان (من بدايات القرن السادس عشر حتى 1713-1714), ولاحقاً تحت حكم النمسا (حتى 1749). أخذت المنطقة بالتوسع في عام 1521 - 1522 عندما قام الإمبراطور الروماني كارلوس الخامس بضم منطقة تورناي من فرنسا.
المنطقة المسماة الآن ببلجيكا كانت قد احتلت عام 1795 من قبل الجمهورية الفرنسية خلال حروب الثورة الفرنسية. كانت قد ضمت عسكرياً إلى الجمهورية والتي أصبحت بعدها تسمى الإمبراطورية الفرنسية الأولى. أصبحت وَلُونِية جزءاً من مملكة هولندا تحت حكم فيلم الثالث ملك هولندا بعد معركة واترلو. لعب الوَلُون دوراً مهماً خلال الثورة البلجيكية عام 1830. أعلنت الحكومة البلجيكية المؤقتة استقلال بلجيكا وقامت بانتخابات لكونجرس وطني.

### الفترة البلجيكية
في القرن التاسع عشر أصبحت المنطقة تتجه إلى الصناعة وكانت وَلُونِية منطقة صناعية بالكامل في كامل أوروبا القارية، مما أدى إلى ازدهار الاقتصاد الذي لم يكن موجوداً في الإقليم الفلامندي مما أدى إلى موجة هجرة كبيرة قادمة من الإقليم إلى وَلُونِية. قسمت بلجيكا إلى مجتمعين مختلفين. الأول هو المجتمع الفلاندي الكاثوليكي المتدين الذي كان يعتمد في اقتصاده على الزراعة، وفي الجهة الثانية وَلُونِية، التي كانت مركز الثورة الصناعة في أوروبا القارية، حيث كانت الحركات التحررية والاجتماعية تنبثق بسرعة. الإضربات الرئيسية أخذت موقعاً في وَلُونِية، منها الإضراب العام في بلجيكا اعام 1893, و1902, و1913(وذلك لاقتراع عمومي).

## الجغرافيا

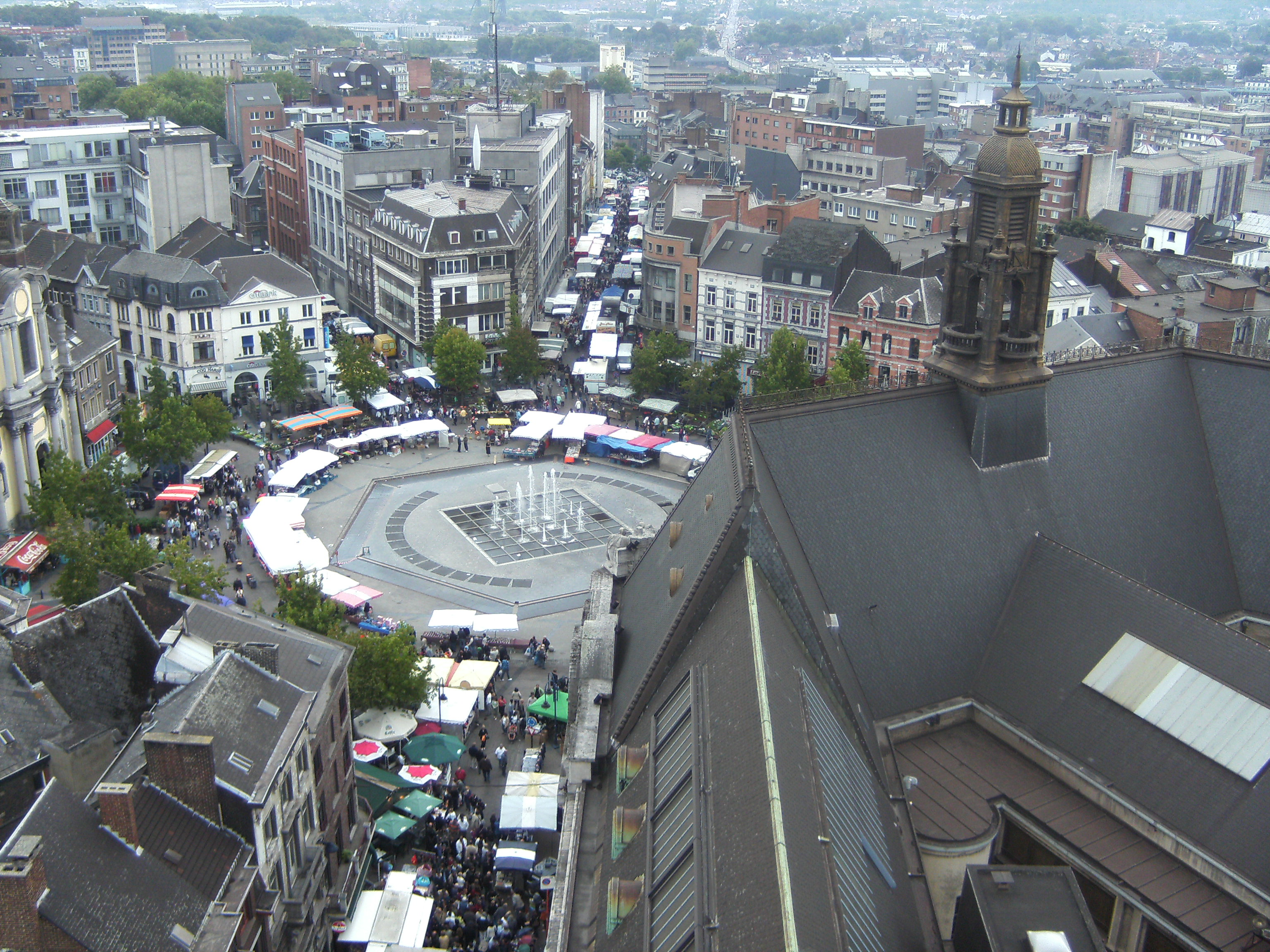
مدينة شارلوروا

وَلُونِية هي إقليم حبيس، مع مساحة بحوالي 16,844 كيلو متر مربع مما يشكل 55% من مساحة بلجيكا. وادي الصناعة المنبثق من لييج وحتى شارلوروا هو نهر راسخ في فالق حيث يفصل وسط بلجيكا وأعلى بلجيكا.
أكبر مدن وَلُونِية هم:
شارلوروا، لييج، نامور العاصمة، مونس، لا لوفيير، تورناي، سيراين، موسكرون، هيرستال.

## العلم والتكنولوجيا
المساهمات في العلم والتكنولوجيا قد ظهرت في بديايات تاريخ الدولة. الأهمية الاقتصادية لتعدين الفحم في طريق الثورة الصناعية قد تطلب دراسات هندسة التعدين. قام المهندس زينوب غرام باختراع آلة غرام، الذي يوصف بأنه أول مولد لتوليد القوة للنطاق التجاري في الصناعة. عالم الكيمياء إرنست سولفاي الذي اخترع عملية سولفاي لصنع كربونات الصوديوم، الذي يعتبر مادة كيميائية مهمة في مجال الصناعة. وكان إرنست سولفاي يعمل كفاعل خير مهم وأعطى اسمه لمعهد سولفاي لعلم النفس، ومدرسة سولفاي للاقتصاد والإدارة، ومعاهد سولفاي الدولية للفيزياء والكيمياء التي تشكل اليوم جزءاً من جامعة بروكسل الحرة. في عام 1911, بدأ بعمل سلسلة من المؤتمرات، وهي مؤتمرات سولفايالتي أعطت تأثيراً قوياً لثورة الفيزياء الكمية والكيمياء.
كما يوجد أيضاً العالم جورج لومتر الذي له الفضل في توضيح نظرية الانفجار العظيم في عام 1927. كما حصل ثلاث علماء من وَلُونِية على جائزة نوبل للطب، وهؤلاء العلماء هم: جول بورديه، وألبير كلود، وكريستيان دو دوف.

## الاقتصاد

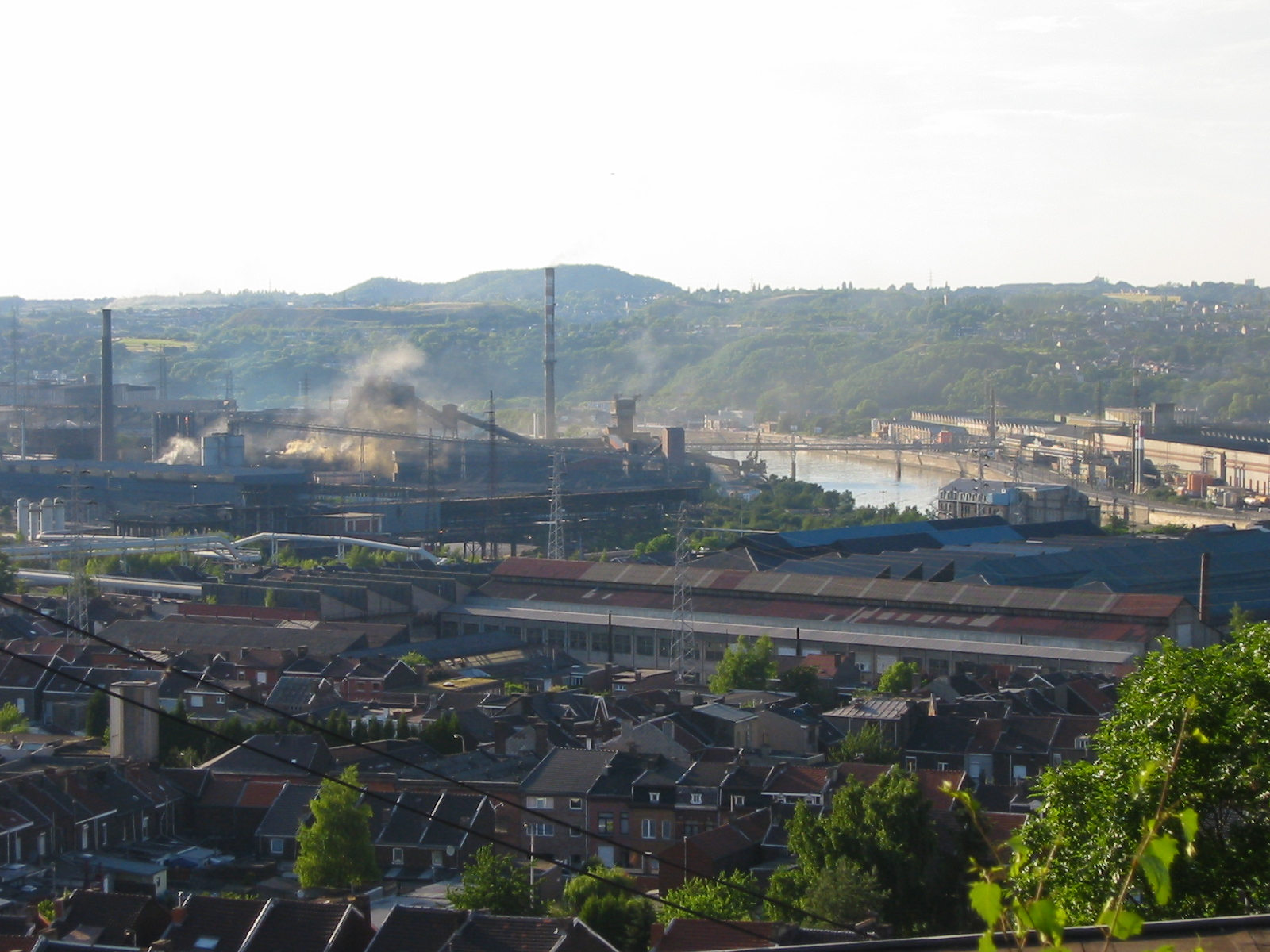
أحد مناجم المعادن في وَلُونِية

الحديد والفحم يتواجدا في وَلُونِية بكثرة، وهذه الموارد والصناعات المنبثقة منها قد أدت دوراً مهماً في تاريخ الصناعة والموارد. في العصور القديمة، كان وادي الصناعة منطقة صناعية مهمة في الامبراطورية الرومانية. في العصور الوسطى، أصبحت وَلُونِية مركز النحاس الأصفر والبرونز، خاصة في منطق هوي ودينانت وشيماي. في القرن الثاني عشر والثالث عشر، قام خبراء الحديد في لييج بتطوير طريقة لتنقية معدن الحديد الخام في فرن الانصهار، وسميت هذه الطريقة بطريقة وَلُون. يوجد الآن عدد من مناجم الفحم حول شارلوروا وبوريناج، ولكن انتاجهم كان ضعيفاً.
في القرن التاسع عشر بدأت المنطقة تتجه للصناعة، خاصة في وادي الصناعة. أصبحت المنطقة أول منطقة صناعية بالكامل في أوروبا القارية وكانت وَلُونِية ثاني أكبر قوة صناعية في العالم، نسبة إلى عدد سكانها والأراضي، بعد المملكة المتحدة. اليوم، أصبح اقتصاد وَلُونِية متنوعاً، حتى أن بعض المدن مثللييج وشارلوروا لا زالت تعاني من أزمة صناعة المعادن، فأصبح معدل البطالة في وَلُونِية حوالي 30%. تمتلك وَلُونِية عدداً من الشركات الرائدة في المجالات المتوفرة، منها صناعة الزجاج والتسليح وانتاج الحجر الجيري وأكسيد الكالسيوم، والمسرع الدوراني والطيران. مناطق جنوب وَلُونِية التي تحدلوكسمبورغ تستفيد من اقتصاد الدول المجاورة، فالعديد من البلجيكيين يذهبون للعمل في الدول المجاورة. تعتبر منطقة أردين الواقعة في جنوب نهر الميز وجهة سياحية بسبب طبيعتها والنشاطات الخارجية المتواجدة فيها، بالإضافة إلى المعالم التراثية.

## السياسة والحكومة
تعتبر بلجيكا دولة فيدرالية مصنوعة من ثلاث مجتمعات وثلاث أقاليم، وكل إقليم لديه حكم ذاتي. إحدى هذه الأقاليم هو إقليم وَلُون المدار من قبل برلمان وَلُونِية وحكومة وَلُون. الحكم الذاتي لإقليم وَلُون يتسع حتى يصل إلى العلاقات الخارجية، وَلُونِية غير مخولة لتسعى إلى علاقات خارجية من ضمنها التوقيع على معاهدات.

## الرموز
ازدياد أهمية وَلُونِية أدى إلى إجبار حركة وَلُونِية إلى اختيار عدد من الرموز المختلفة التي تمثل وَلُونِية. أهم رمز هو الديك الجرئ أو ديك وَلُون (الفرنسية: coq hardi), والذي يستعمل بكثرة فيتواجد في العلم والشعار الخاص بوَلُونِية. شعار الديك قد تم اختياره من قبل مجلس وَلُونِية في 20 نيسان عام 1913, وصمم من قبل بيير بولو في 3 تموز عام 1913.
النشيد الوطني المسمى «أغنية وَلُون» (الفرنسية: le chant des Wallons) كتب عام 1900 ولحن عام 1901.

## الديانة
بحسب مقياس الديانات لعام 2008, فإن 43% من الناطقين بالفرنسية (من ضمنهم الناطقين بالفرنسية الذين يعيشون في بروكسل) يعتبرون نفسهم كاثوليك، 17% كملحدين، 12% كمسلمين، 10% كلاأدريين، و18% ديانات أخرى.

## معرض صور

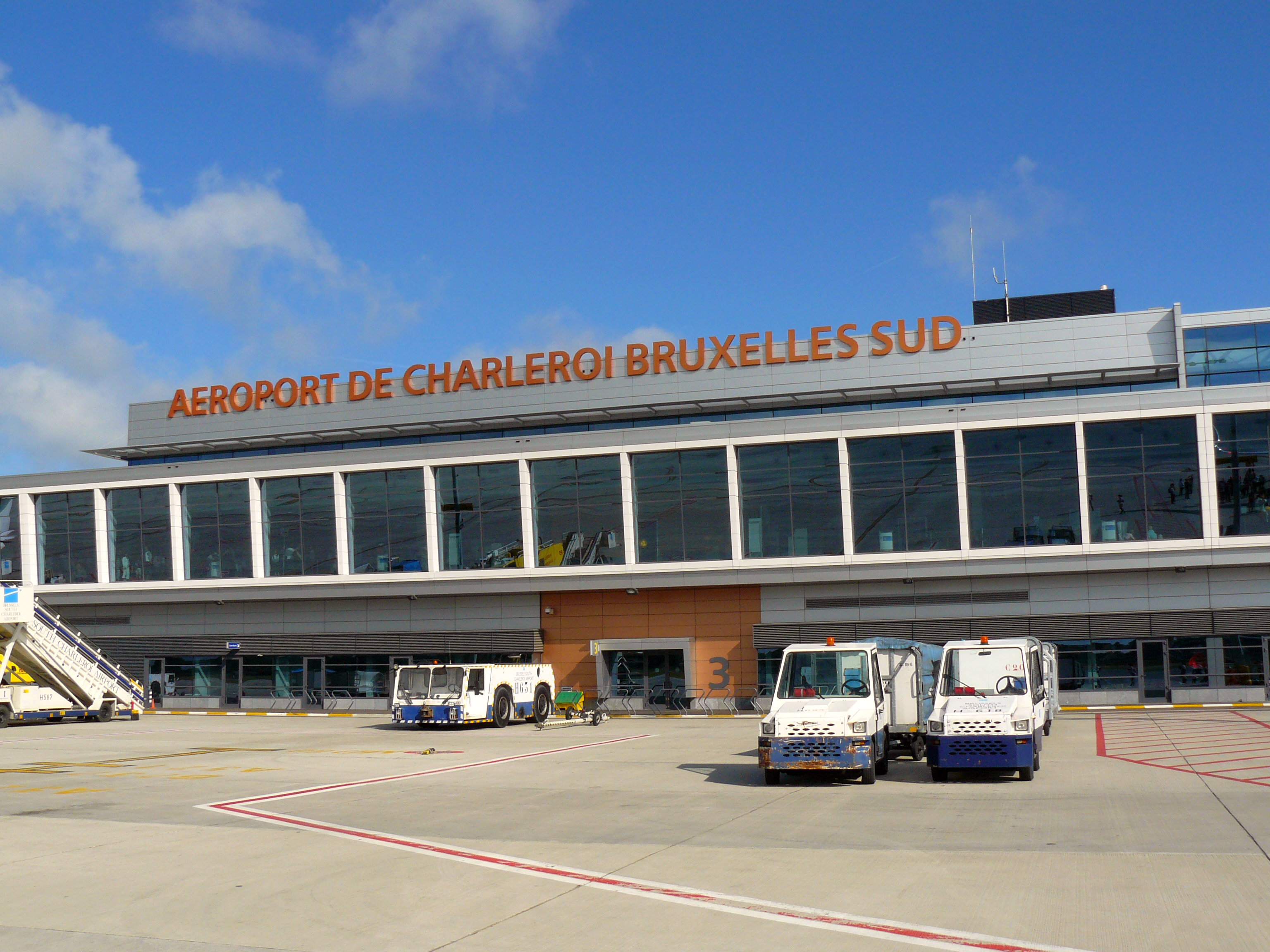
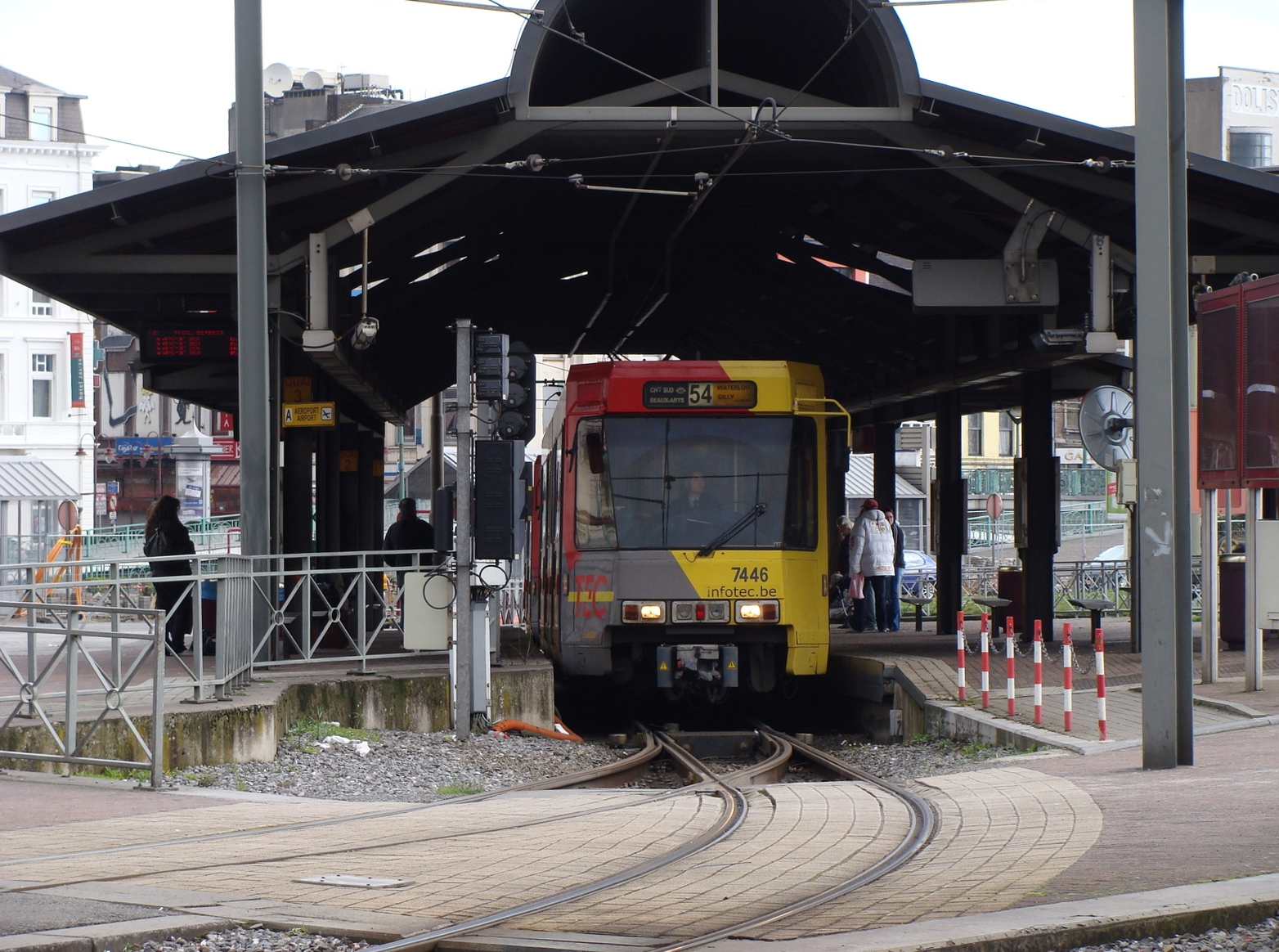
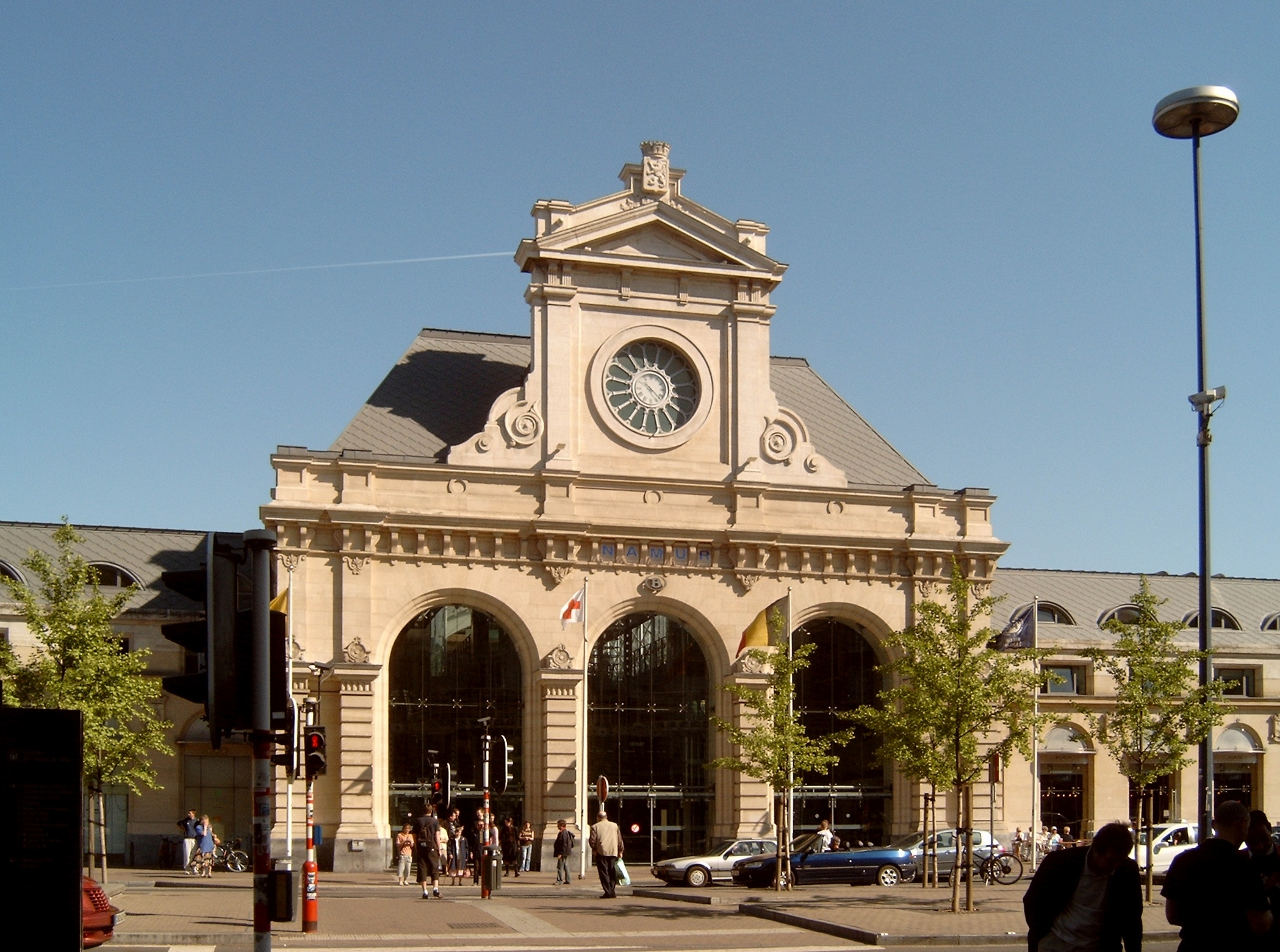
محطة قطار نامور
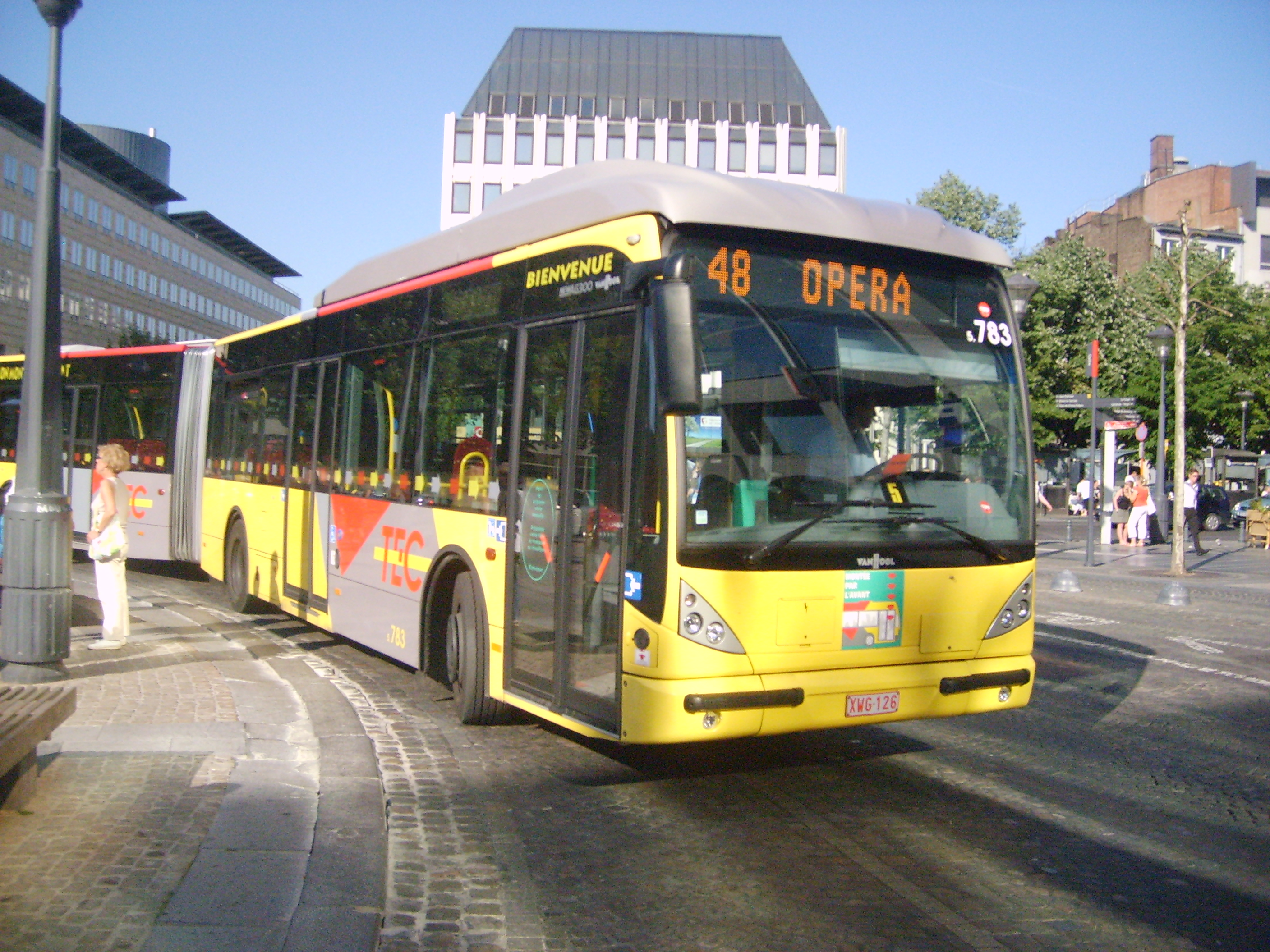